# Flughafen Toledo Express

i7
i11
i13
Der Flughafen Toledo Express (IATA-Code: TOL; ICAO-Code: KTOL) offiziell englisch Eugene F. Kranz Toledo Express Airport ist ein zivil-militärischer Flughafen im Lucas County in Ohio.

## Toledo Air Show
Bis 2004 fand auf dem Flughafen alle zwei Jahre die Toledo Air Show statt. Im Juli 2016 wurde sie nach zwölfjähriger Pause zum ersten Mal wieder abgehalten.

## Zwischenfälle
- Am 29. Oktober 1960 stürzte eine Curtiss C-46F-1-CU Commando der US-amerikanischen Arctic Pacific (Luftfahrzeugkennzeichen N1244N) nach dem Start vom Flughafen Toledo Express ab. Die Maschine stürzte etwa 1700 Meter hinter dem Beginn der Startbahn ab, geriet in Brand und wurde zerstört. Das Flugzeug war mit 2000 pounds (gut 900 Kilogramm) über seinem zulässigen Höchstabfluggewicht überladen. Hinzu kam ein teilweiser Leistungsverlust des linken Triebwerks. Von den 48 Insassen wurden 22 getötet, zwei Besatzungsmitglieder und 20 Passagiere.[5]

- Am 15. Februar 1992 verstarben alle vier Personen an Bord einer Douglas DC-8-63F der Air Transport International (N794AL), als die Crew während eines Durchstartmanövers am Flughafen Toledo Express die räumliche Orientierung verlor und die Maschine 5 Kilometer nordwestlich des Flughafens abstürzte.[6]

- Am 11. September 2019 verunglückte eine auf einen privaten Betreiber zugelassene Convair CV-440 (N24DR) beim Anflug auf den Flughafen Toledo Express. Die Frachtmaschine stürzte im Landeanflug 1 Kilometer vor der Landebahn ab. Die beiden an Bord befindlichen Personen kamen ums Leben.[7]